# Malásia nos Jogos Olímpicos de Verão de 2004
A Malásia competiu nos Jogos Olímpicos de Verão de 2004, em Atenas, na Grécia.

## Desempenho

### Natação
Masculino
| Atleta(s)  | Evento       | Eliminatórias | Eliminatórias | Semifinal | Semifinal | Final       | Final       |
| Atleta(s)  | Evento       | Tempo         | Posição       | Tempo     | Posição   | Tempo       | Posição     |
| ---------- | ------------ | ------------- | ------------- | --------- | --------- | ----------- | ----------- |
| Yi-Khy Saw | 1500 m livre | 16min06s38    | 32º           |           |           | Não avançou | Não avançou |